# Hemiphonus brunneovariegatus
Hemiphonus brunneovariegatus är en insektsart som först beskrevs av Lucien Chopard 1951.  Hemiphonus brunneovariegatus ingår i släktet Hemiphonus och familjen syrsor. Inga underarter finns listade i Catalogue of Life.